# Tárkány
Tárkány ist eine ungarische Gemeinde im Kreis Kisbér im Komitat Komárom-Esztergom. Zur Gemeinde gehören die Ortsteile Alsóvasdinnyepuszta, Felsővasdinnyepuszta und Vasdinnyeiszőlőhegy.

## Geografische Lage
Tárkány liegt 30 Kilometer westlich des Komitatssitzes Tatabánya und 13 Kilometer nördlich der Kreisstadt Kisbér im westlichen Teil des Komitats. Nachbargemeinden sind Bábolna, Nagyigmánd, Csép, Ete, Ászár, Kerékteleki und Rétalap.

## Geschichte
Im Jahr 1913 gab es in der damaligen Großgemeinde 395 Häuser und 2917 Einwohner auf einer Fläche von 10.354 Katastraljochen. Sie gehörte zu dieser Zeit zum Bezirk Gesztes im Komitat Komárom.

## Sehenswürdigkeiten
- Nepomuki-Szent-János-Statue, erschaffen 1825
- Reformierte Kirche, erbaut um 1800
- Römisch-katholische Kirche Szent László király, 1790 im spätbarocken Stil erbaut, 1881 erweitert

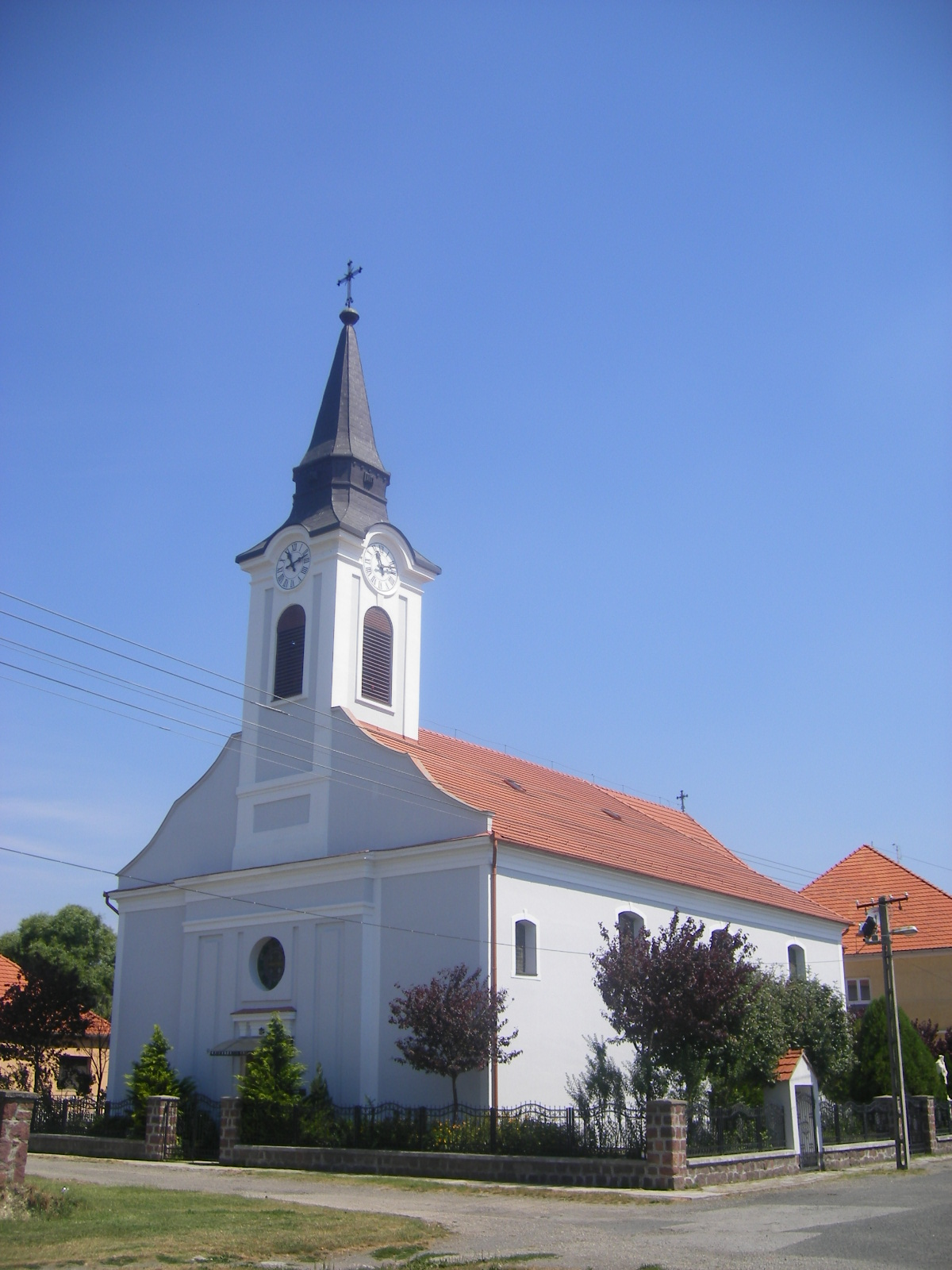
Römisch-katholische Kirche Szent László király
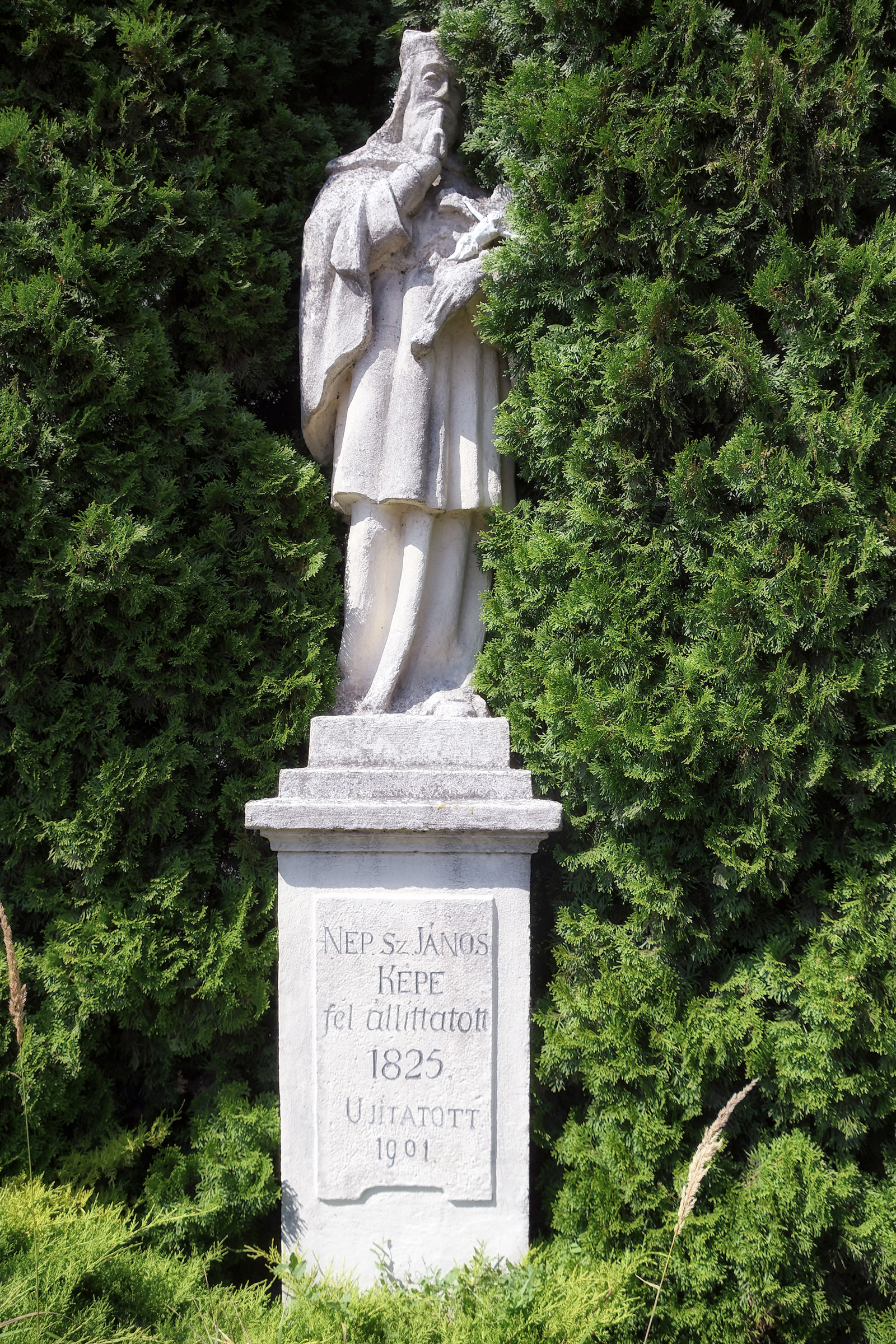
Nepomuki-Szent-János-Statue

## Verkehr
In Tárkány treffen die Landstraßen Nr. 8146 und Nr. 8148 aufeinander. Es bestehen Busverbindungen nach Bábolna, über Ászár nach Kisbér sowie über Nagyigmánd nach Komárom. Der nächstgelegene Bahnhof befindet sich sechs Kilometer nordöstlich in Nagyigmánd-Bábolna.